# Hubbard (Texas)
Hubbard is een plaats (city) in de Amerikaanse staat Texas, en valt bestuurlijk gezien onder Hill County.

## Demografie
Bij de volkstelling in 2000 werd het aantal inwoners vastgesteld op 1586.
In 2006 is het aantal inwoners door het United States Census Bureau geschat op 1692, een stijging van 106 (6,7%).

## Geografie
Volgens het United States Census Bureau beslaat de plaats een oppervlakte van
5,1 km², geheel bestaande uit land. Hubbard ligt op ongeveer 198 m boven zeeniveau.

## Plaatsen in de nabije omgeving
De onderstaande figuur toont nabijgelegen plaatsen in een straal van 20 km rond Hubbard.